# The Sheriff of Tuolomne
The Sheriff of Tuolomne è un cortometraggio muto del 1911 diretto da Francis Boggs. Il film segna il debutto cinematografico di Bessie Eyton.

## Produzione
Il film fu prodotto dalla Selig Polyscope Company

## Distribuzione
Distribuito dalla General Film Company, il film - un cortometraggio in una bobina - uscì nelle sale cinematografiche statunitensi il 25 luglio 1911. Nelle proiezioni, veniva programmato con il sistema dello split reel, accorpato in un'unica bobina con un altro cortometraggio.